# Naushon Island
Naushon Island est une île de l'archipel des Elizabeth Islands situé au sud de la presqu'île du cap Cod, dans l'État du Massachusetts aux États-Unis. C'est la plus grande des Elizabeth Islands avec une superficie de 19,18 km2 pour une longueur de 11 km.

## Histoire
L'île est la propriété de la famille Forbes depuis qu'elle a été achetée il y plus de 150 ans par John Murray Forbes.

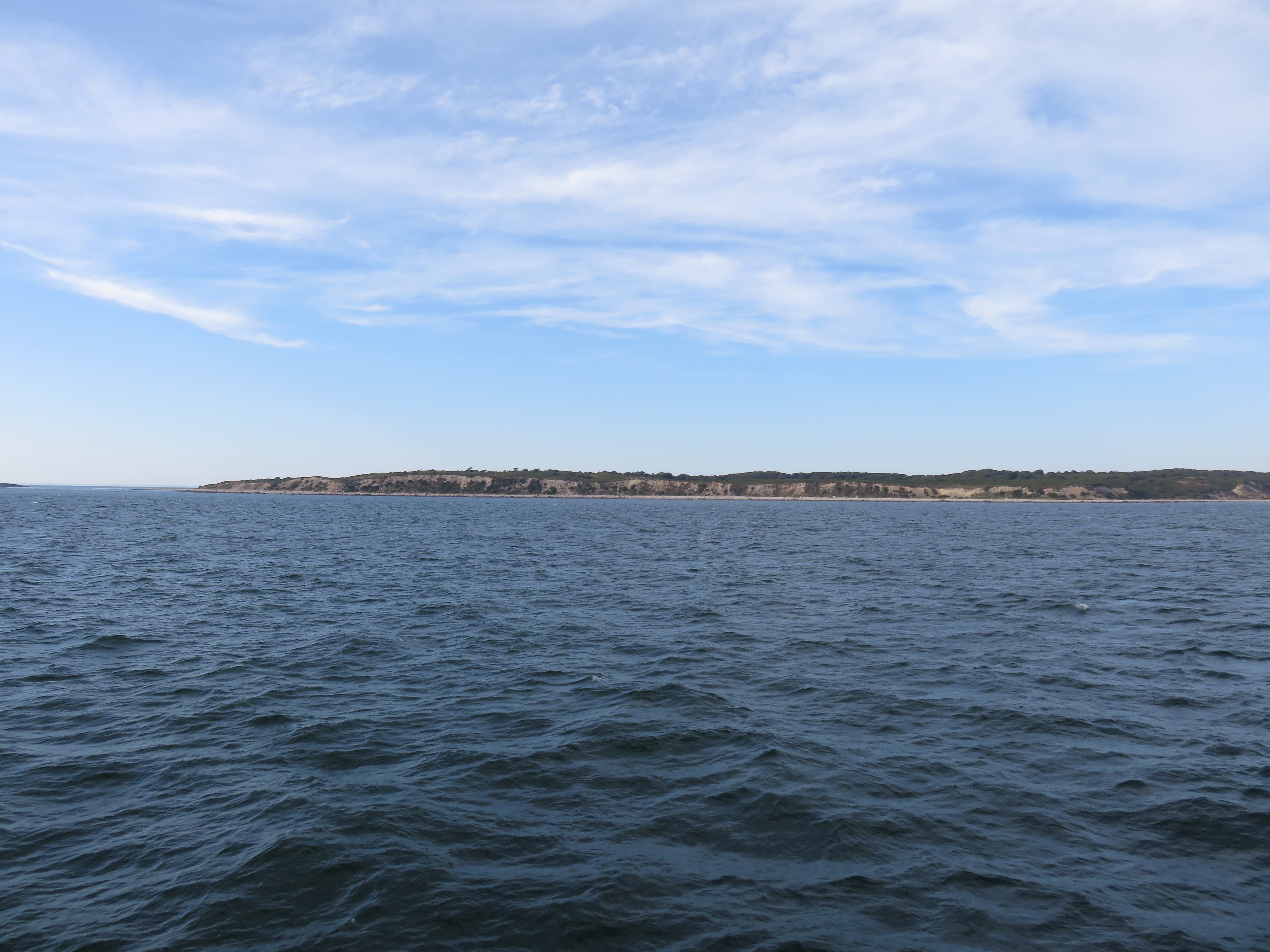
Vue Naushon Island.